# أبو العباس السبتي
أبوالعباس أحمد بن جعفر الخزرجي السبتي (ولد بمدينة سبتة 524 هـ/1129م. - توفي بمراكش 1204) أكبر أولياء مدينة مراكش لا يخلو من ذكره كتاب عن التصوّف في بلاد المغرب، وهو أشهر رجالات مراكش السبعة على الإطلاق. خصه أبو الحسن البوجمعوي الدمناتي بتأليف في مناقبه، وضمن ابن الزيات التادلي آخر كتابه «التشوف» أخبارا وافية عنه سماها «أخبار أبي العباس السبتي»، وترجم له بعض المشارقة كالإمام النبهاني في كتابه «جامع كرامات الأولياء» وترجم له أيضا الزركلي في الأعلام 

## حياته
يعود نسب الإمام السبتي إلى قبيلة الخزرج الأنصار  ، كان من أسرة فقيرة، إذ بوفاة والده اضطرت أمه إلى دفعه لحائك لتعلم الحرفة مقابل أجر، إلا أنه كان يفضل التردد على الشيخ أبي عبد الله محمد الفخار (دفين تطوان) لأخذ العلم. 

## خلوته
في السنة التي تأكد فيها انتصار الموحدين على المرابطين، خصوصا بعد مقتل تاشفين بن علي بن يوسف عام 539 هـ/1144م، أبدى أبو العباس رغبته في السفر طلبا للعلم ولقاء المشايخ، وعمره ست عشرة عاما، ووقع اختياره على مراكش. لأنها عاصمة الدولة الجديدة.
وجد أبو العباس مدينة مراكش في حالة حصار (استمر من محرم إلى شوال عام 541 هـ/1146م). فصعد إلى جبل جيليز مع وصيفه، وفي تعطير الأنفاس وبقى في خلوته هناك مع وصيفه مسعود الحاج أربعين سنة.
| أبو العباس السبتي | إن الله أنبع عينا من ماء وجعل يتعبد في ذلك الجبل والفقير معه يخدمه | أبو العباس السبتي |

دخل أبو العباس إلى مراكش، وقطع خلوته الطويلة في عهد المنصور، وصول أخبار كرامات أبي العباس بعد نزوله على جبل جيليز، جعل المنصور واعيان المدينة يطلعون إليه للتبرك، ودعاه الخليفة إلى الإقامة بالمدينة وحبس عليه مدرسة للعلم والتدريس ودارا للسكنى.
وهذه المرحلة من أخصب مراحل حياة أبي العباس، ففيها تم نشر مذهبه على نطاق واسع إذ كان يطوف بنفسه في الاسواق ويحث الناس على الصدقة وعلى المتاجرة مع الله. توفي بمراكش في اليوم الثالث من جمادى الأخيرة عام 601هـ/1204م.
كان مشاركاً كبيرا في علوم الإسلام، فقيها على مذهب مالك، وكان حائزاً لرئاسة الفقه في وقته، بصيراً بدقائق المذهب، ضابطاً لقواعده، عارفاً بصناعة الأحكام.. وكان بالعلم والعمل والزهد والورع والتصدق نموذجا يحتذى، وتمم كل هذا بحسن الأقوال وجمال الأفعال، حتى وصفه ابن المؤقت المراكشي في كتابه «السعادة الأبدية في التعريف برجال الحضرة المراكشية»، «بحجة المغاربة على أهل الأقاليم».